# بيل لير
وليام باول لير (بالإنجليزية: William Powell Lear)‏ (26 يونيو 1902 - 14 مايو 1978) كان مخترع ورجل أعمال أمريكي. أسس شركة ليرجيت وهي شركة مصنعة لطائرات رجال الأعمال. كما اخترع محول بطارية للبطارية بي (B battery)، وطور نظام الشريط السمعي المعروف باسم «شريط 8 مسارات» (8-track cartridge). وتلقى لير أكثر من 120 براءة اختراع طوال حياته المهنية التي بلغت 46 عاما.

## روابط خارجية
- بيل لير على موقع IMDb (الإنجليزية)
- بيل لير على موقع الموسوعة البريطانية (الإنجليزية)
- بيل لير على موقع إن إن دي بي (الإنجليزية)
- بيل لير على موقع قاعدة بيانات الفيلم (الإنجليزية)

- William Powell Lear, Sr. at the National Aviation Hall of Fame نسخة محفوظة 5 أغسطس 2011 على موقع واي باك مشين.
- William P. Lear, 1954 Horatio Alger Award from Horatio Alger Association of Distinguished Americans.
- بيل لير على موقع فايند أغريف
- W P Lear Sr. at IMDB.